# 高橋純一
高橋 純一（たかはし じゅんいち、1960年12月10日 - ）は、日本の政治家。群馬県千代田町長（2期）。元千代田町議会議員（1期）。

## 来歴
群馬県千代田町出身。1979年（昭和54年）3月、群馬県立大泉高等学校卒業。
2008年（平成20年）3月、千代田町議会議員選挙に立候補し、トップで初当選した。
2012年（平成24年）3月11日に行われた千代田町長選挙に立候補するも、現職の大谷直之に敗れ落選。
2016年（平成28年）3月13日に行われた千代田町長選挙に立候補し、元町議の坂部敏夫を破り初当選した。3月25日、町長就任。
2020年（令和2年）、無投票で再選。

## 町政
- 2021年（令和3年）6月1日、LGBTなど性的少数者のカップルが婚姻に相当する関係にあると認める「パートナーシップ宣誓制度」を導入した[6]。